# Фолаут
«Фолаут» (англ. Fallout) —  постапокаліптичний телесеріал, створений Женевою Робертсон-Дворет та Ґрехемом Ваґнером і розроблений Лізою Джой та Джонатаном Ноланом для сервісу Amazon Prime Video. Він ґрунтується на однойменній франшизі Black Isle Studios, яка наразі належить Bethesda Softworks.
Прем'єра всіх восьми епізодів постапокаліптичного серіалу «Фолаут» відбулася 10 квітня 2024 року о 18:00 за тихоокеанським часом на стримінговому сервісі Prime Video. Після успіху серіалу його було продовжено на другий сезон.

## Сюжет
Серіал зображує наслідки апокаліптичної ядерної війни в альтернативній історії, де розвиток ядерних технологій після Другої світової війни призвів до появи ретрофутуристичного суспільства і подальшої війни за ресурси.
Сюжет відбувається 219 років потому в постапокаліптичному Лос-Анджелесі, де люди живуть у підземних «Сховищах» унаслідок радіації на поверхні після ядерної війни, а також щоб захиститися від мутантів та бандитів. Елла Пернелл, Аарон Мотен та Волтон Ґоґґінс виконують ролі жительки «Сховища 33» Люсі, зброєносця «Сталевого братства» Максимуса й мисливця за головами Гуля / Купера Говарда відповідно.

## У ролях
| Актор               | Роль                                           |
| ------------------- | ---------------------------------------------- |
| Елла Пернелл        | Люсі Маклін жителька «Сховища 33»              |
| Аарон Мотен         | Максимус зброєносець «Братства Сталі»          |
| Волтон Ґоґґінс      | Гуль / Купер Говард мисливець за головами      |
| Кайл Маклаклен      | Генк Маклін наглядач «Сховища 33»              |
| Кселія Мендес-Джонс | Дейн претендент «Братства Сталі»               |
| Майкл Дойл          | Боб Спенсер багатій з Голлівудських пагорбів   |
| Мойзес Аріас        | Норм Маклін брат Люсі                          |
| Джонні Пембертон    | Тадеус претендент «Братства Сталі»             |
| Шерієн Дабіс        | Берді жителька «Сховища 4»                     |
| Дейл Діккі          | Ма Джун крамариха у Філлі                      |
| Метті Кардаропл     | Г'юї збирач органів                            |
| Саріта Чоудрі       | Лі Молдевер лідер НКР                          |
| Майкл Емерсон       | Зіґґі Вілзіґ вчений Анклаву                    |
| Леслі Аґґамс        | Бетті Пірсон попередня наглядачка «Сховища 33» |
| Зак Черрі           | Вуді Томас член правління «Сховища 33»         |
| Майкл Крістофер     | Квінтус лідер «Братства Сталі»                 |
| Метт Беррі          | Себастіан Леслі / Чик-Чик                      |
| Майкл Рапапорт      | Тайтус лицар «Братства Сталі»                  |
| Ґленн Флешлер       | Соррел Букер президент Гавермінту              |
| Фред Армісен        | Карл діджей на радіо KPSS                      |
| Ерік Естрада        | Адам фермер                                    |
| Френсіс Тернер      | барбара дружина Купера Говарда                 |

## Епізоди

### Сезон 1
| № серії | Назва серії               | Режисер(и)               | Сценарист(и)                        | Оригінальна дата виходу |
| --- | ------------------------- | ------------------------ | ----------------------------------- | ----------------------- |
| 1 | «Кінець» «The End»        | Джонатан Нолан           | Женева Робертсон-Дворет Грем Вагнер | 10 квітня 2024          |
| У 2077 році актор Купер Говард і його донька опинилися в Лос-Анджелесі під час ядерної атаки. 219 років потому мешканку Сховища 33 Люсі Маклін обирають для шлюбу за домовленістю з мешканцем Сховища 32. Після одруження пари відвідувачі Сховища 32 виявляються переодягненими рейдерами на чолі з Лі Молдевер. Батько Люсі і наглядач Сховища 33, Генк Маклін, змушений піти з ними на поверхню. Люсі, всупереч правилам Сховища, вирішує сама вийти зі сховища, щоб розшукати батька. Тим часом претендент Сталевого Братства Максимус отримує звання зброєносця і завдання знайти під командуванням лицаря Тайтуса члена Анклаву, що втік з потужною технологією. Група мисливців за головами знаходить Говарда, перетвореного радіацією на гуля, і пробує вербувати його для пошуку того самого члена Анклаву. Натомість Говард вбиває їх і самотужки переслідує винагороду. |                           |                          |                                     |                         |
| 2 | «Ціль» «The Target»       | Джонатан Нолан           | Женева Робертсон-Дворет Грем Вагнер | 10 квітня 2024          |
| В одному з об'єктів Анклаву вчений, доктор Зіґґі Вілзіґ, удосконалював технологію холодного синтезу. Він змушений тікати з об'єкта після того, як його спіймали на несанкціонованому вирощуванні піддослідного собаки CX404, який загриз колегу. Він вколює капсулу з холодним синтезом собі в шию та вирушає в Пустку. Пізніше Люсі зустрічає Вілзіґа, який безуспішно переконує її повернутися до Сховища 33. Розпочавши пошуки, Максимус і Тайтус зазнають нападу ведмедя-мутанта, внаслідок чого Тайтус отримує важке поранення. Тайтус ображає і погрожує Максимусу за те, що той не зміг його захистити, що спонукає Максимуса дозволити йому стікати кров'ю і забрати його силові обладунки. Люсі прибуває до містечка Філлі, де возз'єднується з Вілзіґом, який намагається організувати безпечний похід до Лі Молдевер, яка утримує її батька. Говард влаштовує засідку, вимагаючи винагороду за Вілзіґа, але їм вдається втекти, коли втручається Максимус. Поранена CX404 залишається позаду, але Говард лікує пса та використовує для вистежування Люсі та Вілзіґа. Пізніше Вілзіґ приймає ціанід і каже Люсі, що у неї більше шансів дістатися до Молдевер, якщо їй доведеться нести лише його голову. Вона відрізає голову вченого. |                           |                          |                                     |                         |
| 3 | «Голова» «The Head»       | Джонатан Нолан           | Женева Робертсон-Дворет Грем Вагнер | 10 квітня 2024          |
| У флешбеку Барб Говард, керівниця Vault-Tec і дружина Купера, заохочує його знятися в рекламі підземних сховищ Vault-Tec на випадок ядерної війни. Максимус бере собі ім'я Тайтуса, щоб приховати себе від Братства і уникнути покарання. Братство надсилає замість нього зброєносця Тадеуса, який не знає, що всередині силових обладунків перебуває Максимус. Люсі продовжує свою подорож через затоплену територію, поки на неї не нападає амфібія заковт, який проковтує голову Вілзіґа. Говард знаходить за допомогою CX404 Люсі, та використовує її, як приманку, щоб виманити заковта, але йому не вдається повернути голову. Згодом Говард бере Люсі в полон і вивозить її на пустир, де розповідає про свої цинічні моральні погляди. Люсі все одно вірить, що керуватися потрібно «золотим правилом моралі». Через деякий час прибувають Максимус і Тадеус, які успішно витягають голову зі шлунка заковта. Тим часом у Сховищі 33, Норм Маклін, брат Люсі, виступає за страту вцілілих рейдерів, які напали на Сховища 32 і 33, але йому відмовляють, оскільки Сховище 31, яке з'єднане з 32 і 33, залишається неушкодженим і придатним для поселення злочинців. Наглядач за водним фільтром Сховища 33 доповідає, що той зламався і їм залишилось води на декілька місяців. |                           |                          |                                     |                         |
| 4 | «Гулі» «The Ghouls»       | Деніел Грей Лонгіно      | Кіран Фіцджеральд                   | 10 квітня 2024          |
| У Сховищі 33 Норм Маклін підозрює, що зі Сховищем 32, звідки напали рейдери, щось було негаразд вже раніше. Він вирішує дослідити Сховище 32, взявши з собою кузина Чета. Вони виявляють, що мешканці Сховища 32 померли два роки тому через перенаселення, а двері Сховища були відчинені потім ззовні. Тим часом Говарду потрібні ліки, щоб не здичавіти. Між ними стається бійка, в якій Люсі відкушує Говарду палець, а той відрізає її палець задля помсти. Він відводить Люсі до занедбаного супермаркета й продає її інфантильним збирачам органів в обмін на ліки. Робот Чик-Чик приживляє Люсі новий палець, а потім збирається випатрати її. Люсі вдається відбитися та випустити інших полонених, серед яких виявляються дикі гулі. Вони вбивають збирачів органів. Люсі повертається до Говарда, що знепритомнів, і лишає йому ліки, перш ніж продовжити пошуки голови Вілзіґа. |                           |                          |                                     |                         |
| 5 | «Минуле» «The Past»       | Клер Кілнер              | Карсон Мелл                         | 10 квітня 2024          |
| Тадеус почуваються дедалі впевненіше перед Максимусом і просить, щоб той офіційно взяв його в зброєносці. Максимус зізнається, що він самозванець. Тоді Тадеус виймає з силової броні Максимуса джерело живлення, лишивши колишнього товариша замкненим усередині. Перед цим Максимус розчавляє йому ногу. Тадеус тікає з CX404 і головою вченого. Дещо пізніше Люсі звільняє Максимуса з обладунків, а він представляється їй Титусом. Обоє погоджуються працювати разом, щоб отримати голову. Переслідуючи Тадеуса, вони натрапляють на руїни Шейді-Сендс, колишньої столиці Республіки Нова Каліфорнія, заснованої після Великої війни, де Максимус провів дитинство. Максимус зазнає поранення під час перестрілки з людоїдами, Люсі веде його до покинутої лікарні, де обоє випадково потрапляють у процвітаюче Сховище 4. Тим часом у Сховищі 33 Бетті Джонсон, колишня наглядачка Сховища 31, перемагає на виборах, замінивши відсутнього Генка. Потім Джонсон пропонує частині мешканців Сховища 33 заселити Сховище 32. Норм відвідує Сховище 32, де вже не знаходить слідів загибелі його мешканців. Йому здається дивним, що на виборах впродовж 200 років перемагали кандидати зі Сховища 31. |                           |                          |                                     |                         |
| 6 | «Пастка» «The Trap»       | Фредерік Той             | Кері Дорнетто                       | 10 квітня 2024          |
| Говард прокидається на підлозі супермаркету після наркотичної ломки, де його схоплюють власники закладу. Люсі та Максимус отримують привітний прийом у Сховищі 4. Вони зустрічають одноокого наглядача-мутанта Бенджаміна і його помічницю Берді, біженку з Шейді-Сендс. Вони пояснюють що їхнє сховище приймає мутантів і біженців з Шейді-Сендс після загибелі міста у 2277 році внаслідок ядерного вибуху. Бен забороняє гостям відвідувати 12-й поверх сховища. Максимус звикає до життя в сховищі, поки Люсі жахається ексцентричного ритуалу поклоніння «Матері Вогню», яка виявилася Молдевер. Люсі таємно вирушає на 12 поверх, де дізнається, що в Сховищі 4 проводили експерименти зі створення гібридів людей і стійких до радіації тварин. Її схоплюють і Бен та Берді демонструють, що спершу Сховище 4 керувалося аморальними вченими, чиї піддослідні повстали і заселили приміщення. У флешбеці Говард конфліктує з Барб через незрозумілі йому правила проживання у сховищах Vault-Tec. Потім його запрошують на таємну зустріч щодо політики Vault-Tec, яку веде Молдевер. |                           |                          |                                     |                         |
| 7 | «Радіо» «The Radio»       | Фредерік Той Клер Кілнер | Чез Гокінс                          | 10 квітня 2024          |
| Люсі засуджують до страти через вигнання на поверхню. Максимус одягає силові обладунки, викравши для цього джерело живлення і разом з Люсі вибирається зі сховища. Потім Люсі переконує його повернути джерело живлення. Максимус зізнається їй, що він самозванець. Тадеус замикає CX404 на заправці та знаходить портативний радіоприймач, за допомогою якого розшукує радіостанцію, щоб зв'язатися з Братством. Дорогою йому зустрічається лікар-шарлатан, який обіцяє вилікувати його ногу. Тадеус вимінює елемент живлення на ліки, що, на подив обох, зцілюють Тадеуса. Зрештою Люсі та Максимус наздоганяють Тадеуса на радіостанції. Він випадково потрапляє в пастку, але виживає; виявляється, що Тадеус перетворився на гуля, а отже не може повернутися до Братства, чиї конвертоплани вже наближаються. Максимус підмінює голову, поки Люсі втікає зі справжньою. У Сховищі 33 ув'язнені рейдери раптово гинуть. Після відселення частини мешканців, Норм пробирається до кабінета наглядачки та шле фальшивий електронний лист до Сховища 31 з проханням про зустріч. Говард тим часом убиває своїх кривдників і знаходить на тілі одного з них листа, що приводить його до схованки Молдевер. Дорогою він виявляє CX404 на заправці й бере собаку з собою. У флешбеці молодша Молдевер розповідає як Vault-Tec захоплює владу в США. Вона дає Говарду пристрій для прослуховування, щоб шпигувати за Барб і спонукати його дізнатися правду про Vault-Tec. |                           |                          |                                     |                         |
| 8 | «Початок» «The Beginning» | Вейн Іп                  | Гурсімран Сандху                    | 10 квітня 2024          |
| У флешбеці Говард підслуховує за Барб і на свій жах дізнається, що керівництво Vault-Tec планує спровокувати ядерну війну. Барб пропонує використати сховища, щоб перечекати вимирання цивілізації на поверхні, а потім збудувати безконфліктне суспільство. Вона також пропонує найвидатнішим компаніям випробувати в кожному з понад 100 сховищ різні ідеї щодо влаштування ідеального суспільства та обрати потім найкращу. Максимуса судять за доставлення фальшивої голови. Проте, керівник Братства високо оцінює здібності Максимуса та хоче скинути за його допомогою конкурентів. Максимус розповідає де справжня голова і туди надсилають штурмову групу. Прийшовши до Сховища 31, Норм зустрічає там доглядача в вигляді мозку на роботизованій платформі. Доглядач показує численні капсули з замороженими менеджерами Vault-Tec, серед яких були батько Норма та Бетті. Менеджери повинні періодично прокидатися, щоб очолювати Сховища 32 і 33 для підготовки населення до захоплення поверхні. Доглядач, проте, не дозволяє Норму покинути Сховище 31, натомість пропонує лягти у порожню капсулу його батька. Люсі прибуває до колишньої обсерваторії Ґріффіта, а тепер табору Молдевер, де містяться залишки Республіки Нова Каліфорнія. Люсі віддає Молдевер голову Вілзіґа, в якій міститься мініатюрний пристрій холодного ядерного синтезу — джерело необмеженої енергії. Молдевер пояснює, що Генк був зі Сховища 31 і коли матір Люсі дізналася про його плани, то втекла з дітьми на поверхню, в Шейді-Сендс. Генк, вбачаючи в Республіці Нова Каліфорнія конкурента, знищив столицю за допомогою ядерної бомби та повернув Люсі до Сховища 33. Лише Генк знає код активації термоядерного синтезу і Люсі вмовляє батька ввести код. Братство атакує базу Молдевер, Максимус возз'єднується з Люсі, і вона зрікається свого батька. Говард досягає того ж місця та розстрілює лицарів Братства, знаючи про вразливе місце їхньої броні. Генк намагається змусити Люсі повернутися з ним до Сховища 33, одягнувши покинуту силову броню, але з'являється Говард і запитує де його родина. Генк, почувши це, тікає. Люсі розуміє, що здичавілий гуль біля Молдевер — це її мати, та добиває її. Говард пропонує Люсі супроводжувати його разом із CX404, аби переслідувати її батька. Смертельно поранена Молдевер запускає реакцію термоядерного синтезу, щоб дає енергію для Лос-Анджелеса. Братство приписує вбивство Молдевер Максимусу та визнає його лицарем. Згодом Генк прибуває до занедбаного Нью-Вегаса. |                           |                          |                                     |                         |

## Виробництво

### Розробка
У 2020 році було оголошено, що Amazon MGM Studios придбала права на розробку телеадаптації франшизи, а Джой та Нолан займуться її створенням і стануть виконавчими продюсерами через свою компанію Kilter Films. Ігровий директор і виконавчий продюсер Bethesda Game Studios Тодд Говард, який був керівником розробки різних проєктів Fallout, також приєднався до проєкту як виконавчий продюсер. У січні 2022 року Робертсон-Дворет і Ваґнер долучилися до решти команди як шоуранери, а Ґоґґінс та Пернелл приєдналися до акторського складу в лютому й березні відповідно. Кайл Маклаклен приєднався до них у червні, разом із кількома іншими акторами.
У липні 2020 року було оголошено, що Amazon MGM Studios придбала права на франшизу Fallout, тоді як Ліза Джой і Джонатан Нолан займуться створенням її телеадаптації та разом з Афіною Вікман стануть виконавчими продюсерами через їхню компанію Kilter Films. Джеймс Альтман, директор із видавничих операцій Bethesda Softworks, та ігровий директор і виконавчий продюсер Bethesda Game Studios Тодд Говард, який був керівником розробки різних проєктів Fallout, також приєдналися до проєкту як виконавчі продюсери. За словами Говарда, Bethesda розглянула багато різних пропозицій щодо кіноадаптації Fallout упродовж років, але підхід Kilter Films зацікавив компанію найбільше, зокрема через її власний сюжет для адаптації. У серпні 2021 року Джой описала серіал як «смішний, пригодницький і божевільний».
У січні 2022 року було повідомлено, що виробництво «Фолаут» розпочнеться того ж року, а Нолан стане режисером пілотного епізоду, тоді як Женева Робертсон-Дворет і Ґрехем Ваґнер приєдналися як шоуранери. У лютому Волтон Ґоґґінс отримав головну роль у серіалі, а Елла Пернелл долучилася наступного місяця. У червні Кайл Маклаклен, Кселія Мендес-Джонс та Аарон Мотен приєдналися до решти акторського складу. Згодом Майкл Дойл і Мойзес Аріас теж приєдналися до проєкту.
Знімання «Фолаут» розпочалося 5 липня 2022 року під робочою назвою «Гондо» і відбудеться в Нью-Джерсі, Нью-Йорку та Юті. У жовтні Amazon випустив перше зображення із серіалу на честь 25-річчя франшизи. У серпні 2023 року показали короткий тизер-трейлер в рамках виставки Gamescom. У жовтні було оголошено, що Саріта Чоудрі, Майкл Емерсон, Леслі Аґґамс і Зак Черрі зобразили додаткових персонажів. У листопаді були опубліковані кілька зображень та деякі сюжетні деталі. У грудні Amazon представила тизер-трейлер і кілька постерів із персонажами. У березні 2024 року було показано кілька нових постерів із персонажами та дебютний трейлер. «Фолаут» буде випущено 11 квітня 2024 року в сервісі Amazon Prime Video.

### Кастинг
У лютому 2022 року Волтон Гоггінс був затверджений на головну роль Купера Говарда, актора, який став гулем після падіння бомб. У березні 2022 року до акторського складу приєдналася Елла Пернелл. У червні 2022 року Кайл Маклахлан, Кселія Мендес-Джонс і Аарон Мотен стали постійними акторами.
У жовтні 2023 року було оголошено додатковий кастинг, до якого увійшли Саріта Чаудхурі, Майкл Емерсон, Леслі Уггамс і Зак Черрі.

### Промоція
Плакати серіалу, оприлюднені на початку березня 2024 року, були виконані у ретро-стилі, властивому всесвіту Fallout, і зображали Люсі, Максимуса й Гуля. Їх було стилізовано під рекламу «Ядер-Коли», вигаданого напою, який можна споживати в іграх.
Відеогра Fallout 76 з нагоди виходу серіалу стала безкоштовною для нових підписників Prime Video.

### Зйомки

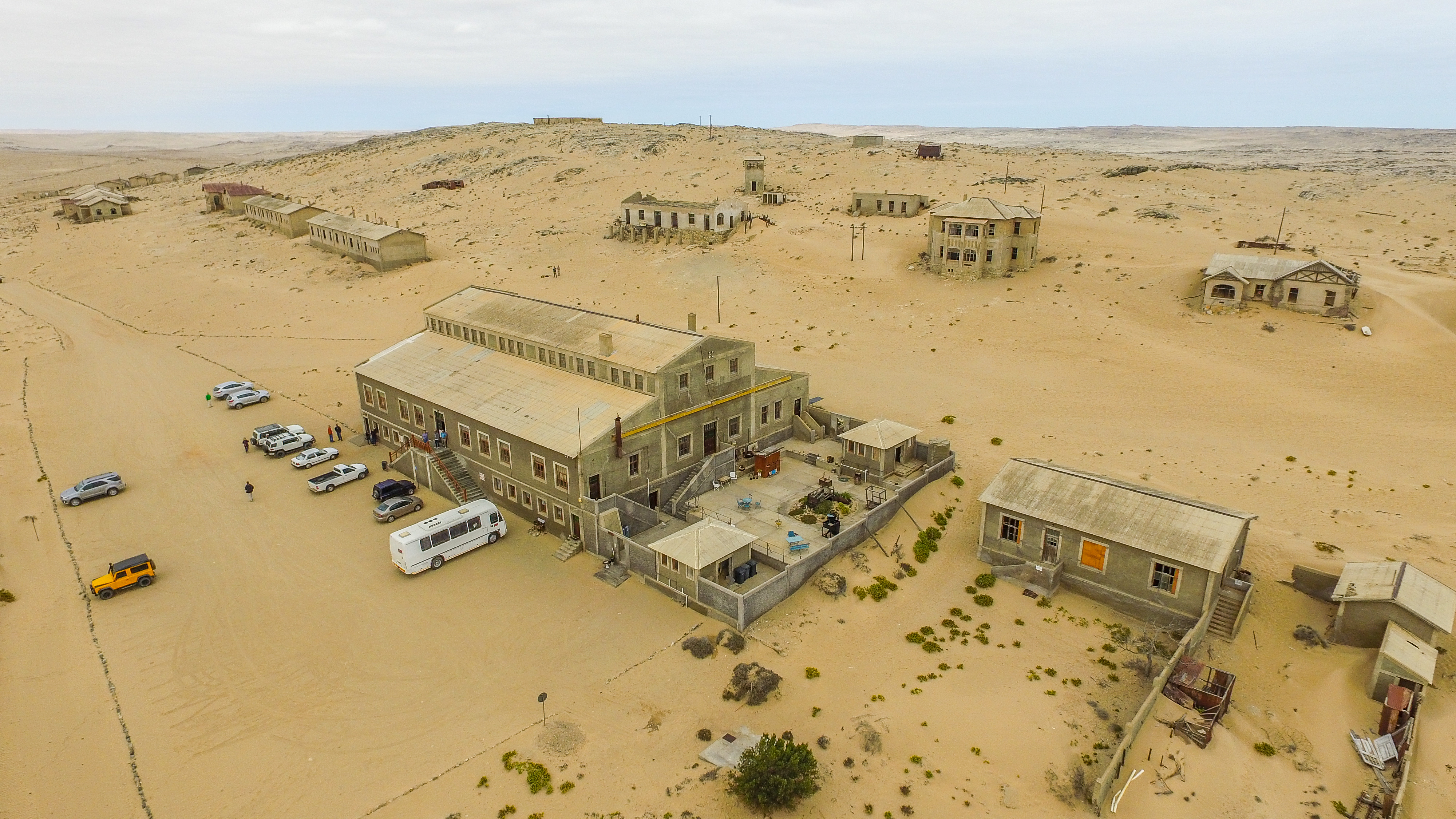
Знімок міста Колманскоп, Намібія, який використовувався для зйомок на пустирі.

Зйомки розпочалися 5 липня 2022 року в Нью-Джерсі, Нью-Йорку та Юті та були зняті на 35-міліметрову плівку.  Сцени пустелі додатково знімали в Колманскопі, колишньому місті-привиді, що перетворилося на шахту, а також на сумнозвісному намібійському Берегу Скелетів. Це безлюдна місцевість, де піски пустелі зустрічаються з морем, де західна пустеля Наміб сягає південно-атлантичного узбережжя Намібії. Внаслідок підступних морських хвилювань «скелетне» узбережжя усіяне, як історичними, так і нещодавніми корабельними аваріями;  деякі сцени були зняті на місці загибелі парохода «Едуарда Болена».  Нолан зняв перші три епізоди серіалу, а операторами виступили Стюарт Драйбург і Теодоро Маніачі .
Основні зйомки другого сезону відбуватимуться в Лос-Анджелесі та Торонто, щоб скористатися податковими пільгами у розмірі 25 мільйонів доларів, запропонованими Каліфорнією . Зйомки були заплановані на листопад 2024 року і розпочалися на початку грудня того ж року .

## Сприйняття
Агрегатор рецензій Rotten Tomatoes повідомляє про 94 % схвальних рецензій критиків. Консенсус критиків вебсайту такий: «Адаптація, яка виглядає як справжнє розширення ігор, „Фолаут“ — це постапокаліптичний вибух для новачків і давніх шанувальників». Середня оцінка на Metacritic складає 73 бали зі 100, що відповідає «загалом схвальним відгукам».
Ділан Рот на сайті газети The Observer зробив висновок, що серіал «має хворобливе почуття гумору про насильство та смерть, але це рідко стає впоперек шляху емоційного зв'язку з персонажами». Тоді як «Останні з нас» безрадісний твір, що викриває жорстокий егоїстичний характер людства, «Фолаут» наважується бути смішним. Сатира, присутня в іграх, є і в екранізації, і «Фолаут» підходить до важливих питань легким і зрозумілим способом.
Ніл Армстронг з BBC, передусім виділив, що серіал має приголомшливий вигляд. Декорації та костюми переконливі, а травми та поранення огидно реалістичні. Пернелл чудово грає Люсі, довірливу, оптимістичну дівчину зі сховища, що стикається з жорстоким світом на поверхні. Ґоґґінс у ролі Говарда має пихатість антигероя спагетті-вестерну, щодо якого глядачі мусять сумніватися: хороший він хлопець чи ні. Глядачі, які люблять ігри, можуть відкрити нові аспекти всесвіту Fallout. Ті, хто ніколи в них не грали, отримають жваву абсурдистську комедію про захопливий, деталізований світ постапокаліптичної Каліфорнії.
Денис Федорук на ITC.ua оцінив, що з розважально-ескапістського погляду це «гіпнотичне, практично ідеальне шоу». Сюжет містить посилання на ігри, але не тоне у фансервісі та пропонує веселу й захопливу пригоду за участі Люсі, Максимуса та Гуля, що тим чи іншим чином перетинаються між собою. Екранізації відеоігор наразі є перспективною альтернативою кінокоміксам, але новачкам, не знайомим з іграми, ймовірно все ж буде важче поринути у світ Fallout.
Успіх серіалу посприяв зростанню продажів гри Fallout 4 у 75 разів упродовж тижня після виходу на Prime Video, порівняно з попереднім тижнем. Це вивело її на перше місце за продажами у Європі.